# 科學怪人大戰木乃伊
《科學怪人大戰木乃伊》（英語：Frankenstein vs. The Mummy）是一部2015年美國恐怖片，由戴米恩·李昂尼執導兼編劇，馬克斯·賴斯爾、艾希頓·麗（Ashton Leigh）、康斯坦汀·崔佩斯（Constantin Tripes）和布蘭登·德史佩恩（Brandon deSpain）主演。劇情講述被詛咒法老的木乃伊和復活的屍體同時出現於一所醫科大學中，唯有埃及古物學家、大學教授以及精神錯亂的法蘭克斯坦博士才能阻止四處橫行的怪物。
《科學怪人大戰木乃伊》2015年2月10日在美國有限上映並同時採DVD和VOD發行。

## 演員
- 馬克斯·賴斯爾（英语：Max Rhyser）飾演維多·法蘭克斯坦博士[4]
- 艾希頓·麗（Ashton Leigh）飾演納赫拉·哈利勒（Naihla Khalil）[4]
- 康斯坦汀·崔佩斯（Constantin Tripes）飾演法蘭克斯坦的怪物[4]
- 布蘭登·德史佩恩（Brandon deSpain）飾演烏瑟卡拉[4]
- 布默·提布斯（Boomer Tibbs）飾演華頓教授（Professor Walton）[4]

## 外部連結
- 互联网电影数据库（IMDb）上《科學怪人大戰木乃伊》的资料（英文）